# Casas Cueva del Cerro del Castellar
Las casas cueva del  cerro de Castellar (Puerto Lumbreras, Región de Murcia) constituyen uno de los conjuntos de hábitats trogloditas más importantes del sudeste peninsular.  Aunque su origen parece remontarse a época prehistórica, la generalización de este tipo de viviendas asociadas a economías familiares modestas, no se produjo hasta el siglo XVIII, coincidiendo con el crecimiento demográfico como consecuencia de la puesta en cultivo de amplias superficies de terreno en el entorno de la rambla de Nogalte.  Desde ese momento, su uso como vivienda ha continuado de manera ininterrumpida hasta el último tercio del siglo XX, cuando muchas de las cuevas fueron abandonadas al trasladarse sus ocupantes al casco urbano de Puerto Lumbreras.
Desde el año 1995, el entorno del cerro del Castellar ha sido objeto de un proyecto de recuperación urbana que ha permitido la excavación, restauración y puesta en valor del Castillo de Nogalte, así como la consolidación interior y exterior de algunas cuevas que han sido musealizadas para dar a conocer la riqueza cultural del municipio.

## El cerro del Castellar

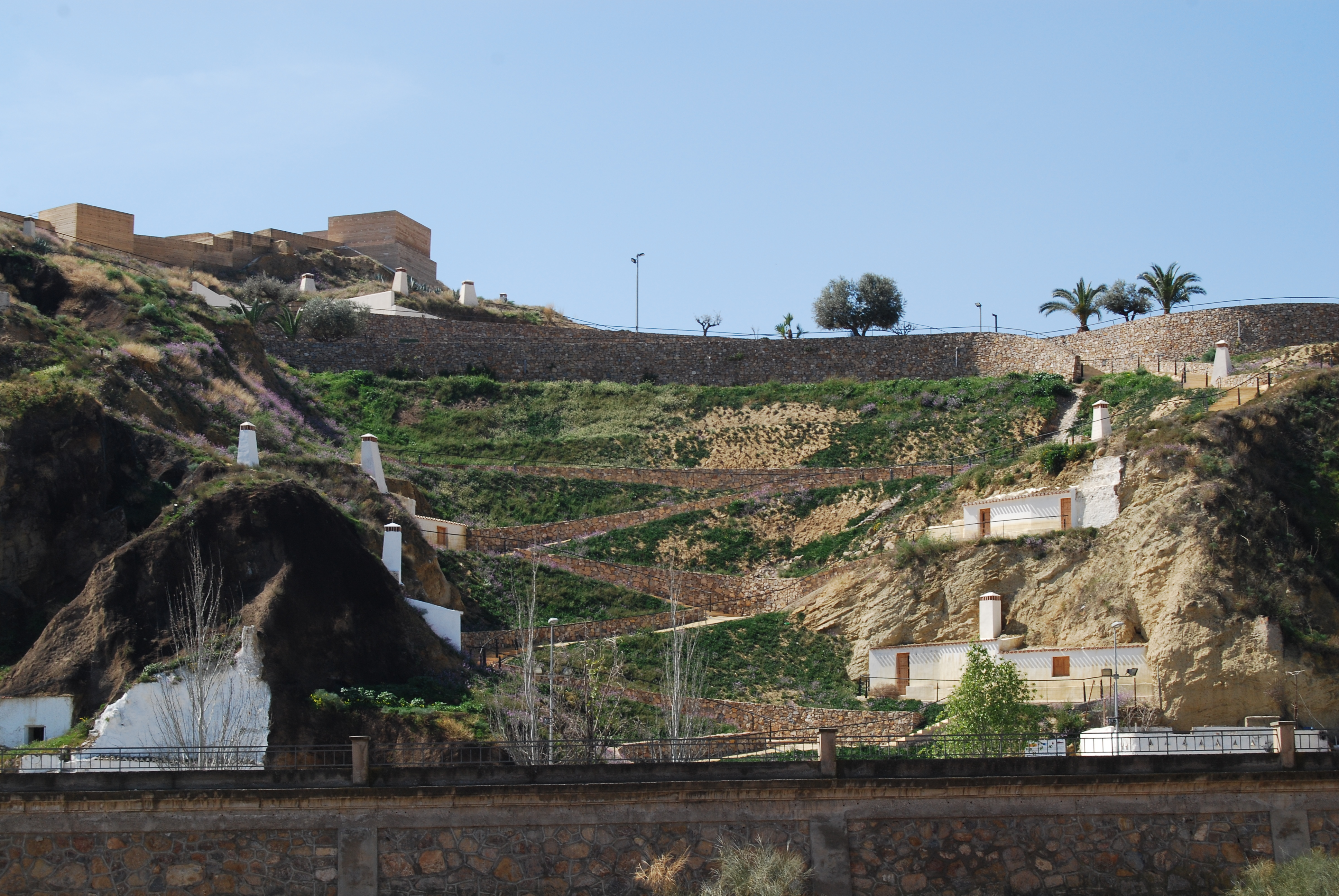
Casas Cueva en la cuesta de la Pava de Puerto Lumbreras

La primera ocupación conocida en el cerro del Castellar se fecha en la Edad del Bronce. En el cerro del Castellar y sus proximidades se conocen varios yacimientos argáricos: el Barranco de las Cuevas, la Loma del Tío Ginés y el Barranco de la Peña Blanca I. 
A  finales del siglo XII o principios del XIII, en el cerro se levantó un recinto fortificado, el Castillo de Nogalte. Los restos conservados plantean numerosos interrogantes acerca de su verdadera función, pudiendo tratarse de un granero fortificado construido en una época de inseguridad para la protección de los recursos de los habitantes del entorno. Tras la conquista cristiana, esta construcción fue transformada, reforzándose sus defensas con el fin de proteger la frontera castellana de cara a posibles ataques procedentes del reino nazarí. 
Posteriormente, durante la Edad Moderna, el campo de Nogalte estuvo prácticamente desierto, en parte por su utilización como dehesa para el pasto de los ganados lanares de los que eran propietarios los regidores del concejo de Lorca. Sin embargo, en el siglo XVIII si produce la puesta en cultivo de estos campos, aprovechando la existencia de una corriente de agua regular de agua bajo la rambla de Nogalte.  Esto produjo un rápido crecimiento demográfico que se manifiesta tanto en la consolidación del casco urbano de Puerto Lumbreras como en la excavación de numerosas cuevas en el cerro del Castellar, utilizadas como viviendas por familias con escasos recursos. En la década de los 50 y 60 este tipo de construcciones tuvo un mayor auge, constituyendo así un auténtico barrio del que llegaron a formar parte un total de 146 viviendas.

## El interior de las casas cueva

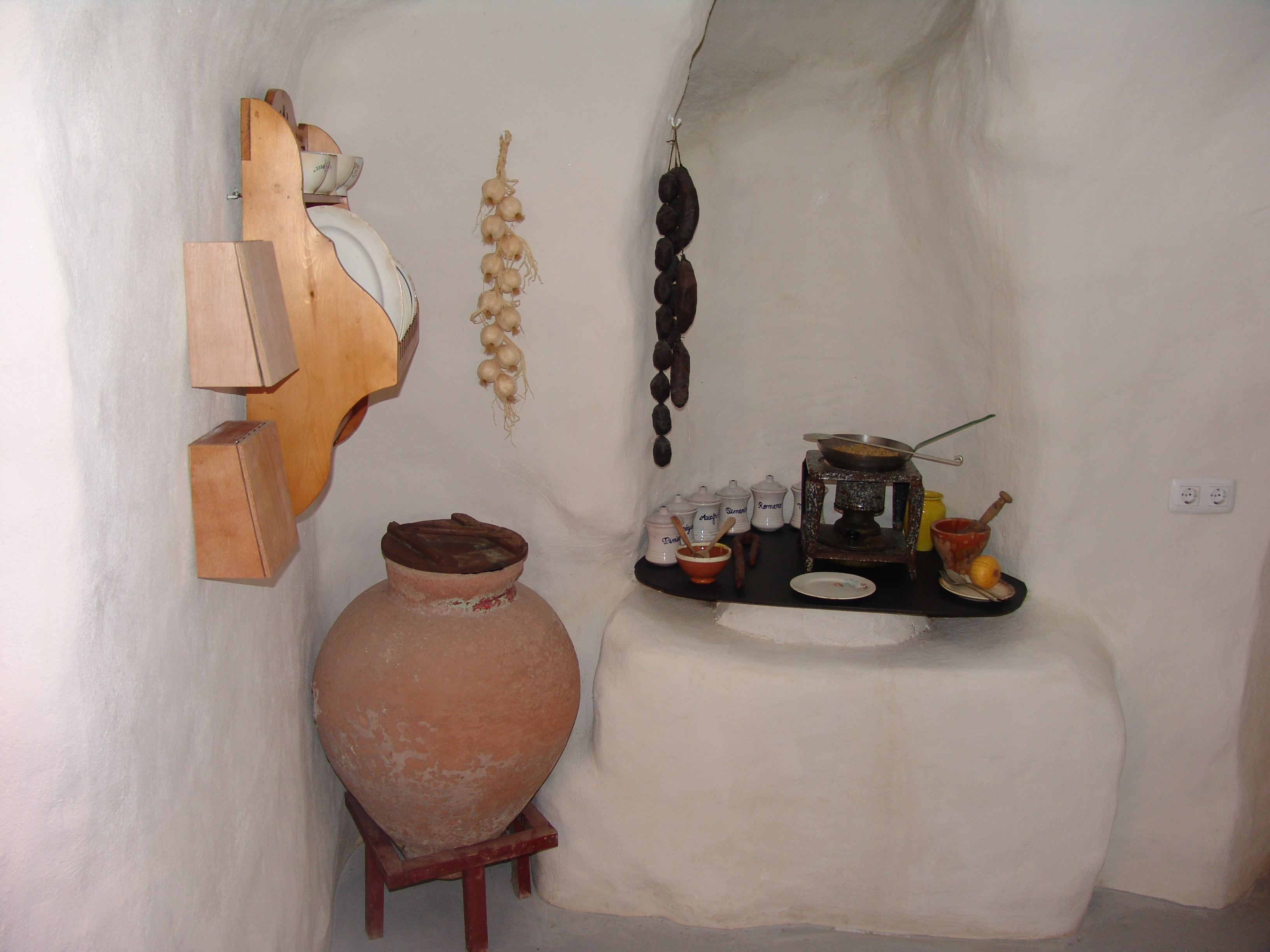
Reconstrucción de una cocina típica de una casa cueva

Las cuevas fueron excavadas en el cerro y su entorno inmediato, aprovechando la facilidad de su construcción favorecida por el tipo de terrenos donde está el enclave. Se trata de un tipo de margas yesíferas, impermeables y blandas, ideales para ser excavadas. Ofrecían además otras ventajas, como la conservación de una temperatura media agradable en su interior, gracias a sus muros de gran grosor que actúan de aislante.

Las viviendas iban creciendo a medida que las familias que las ocupaban iban necesitando más espacio. Primero se excavaba la estancia principal, a partir de la cual se horadaban otras habitaciones que eran utilizadas como dormitorios, despensas e incluso como corrales. En otros casos, se constata como dos cuevas excavadas independientemente, eran unidas mediante un pasillo, aunque por lo general se trata de casas de pequeño tamaño donde la luz del sol sólo ilumina la estancia principal.
El mobiliario era el justo para las necesidades cotidianas: esteras y utensilios de esparto, vajillas de vidrio y cerámica rústica, sillas de anea, alguna lámpara de aceite...etc. Y en la puerta, en pequeños patios o espacios comunes, los dueños de las casas desempeñaban otras actividades dométicas o artesanales, como el trenzado del esparto.

## La Casa Taller del Artesano y las Casas Cueva Tematizadas

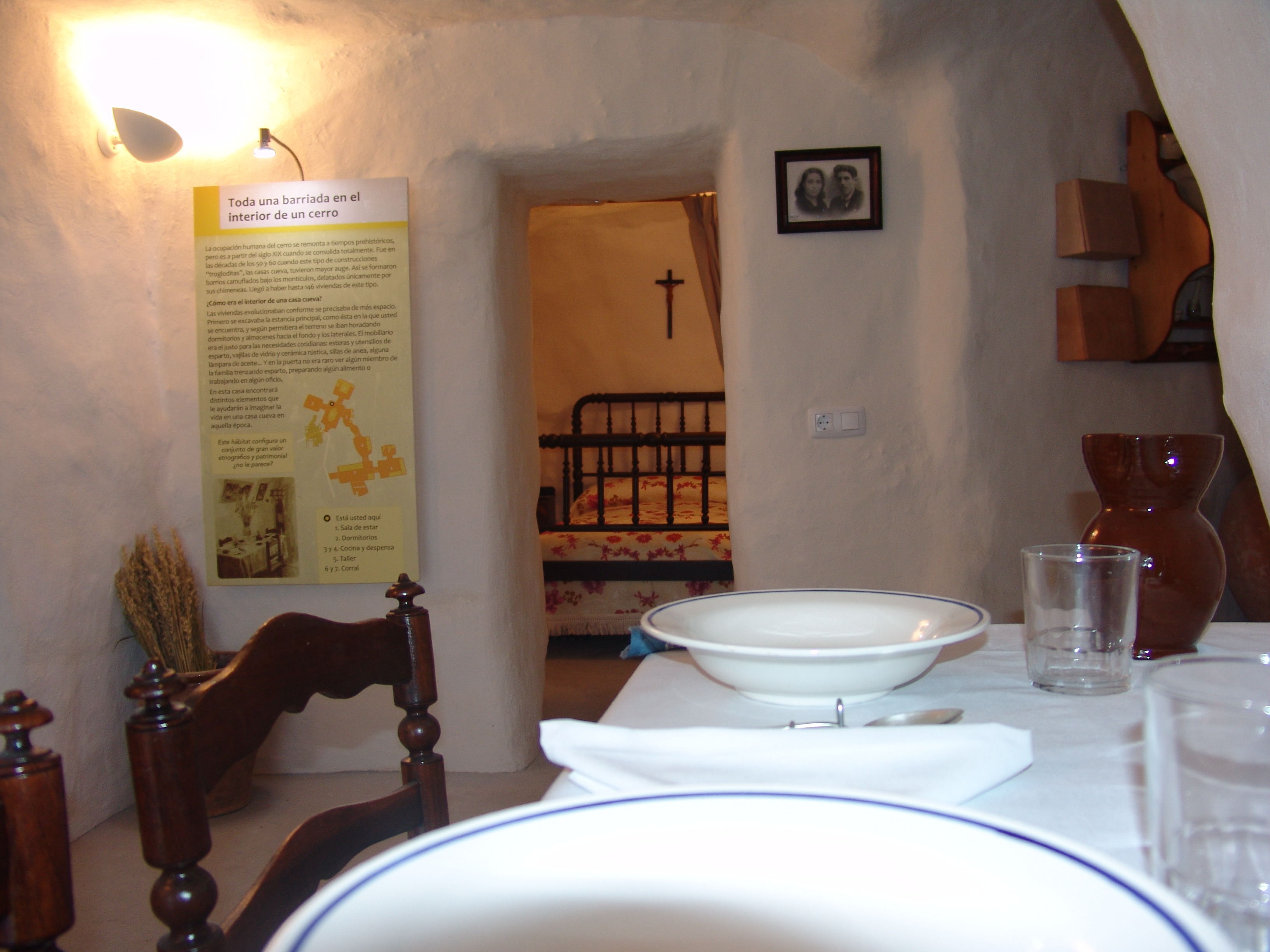
Cueva dedicada a la vida y tradiciones en las casas cueva de Puerto Lumbreras

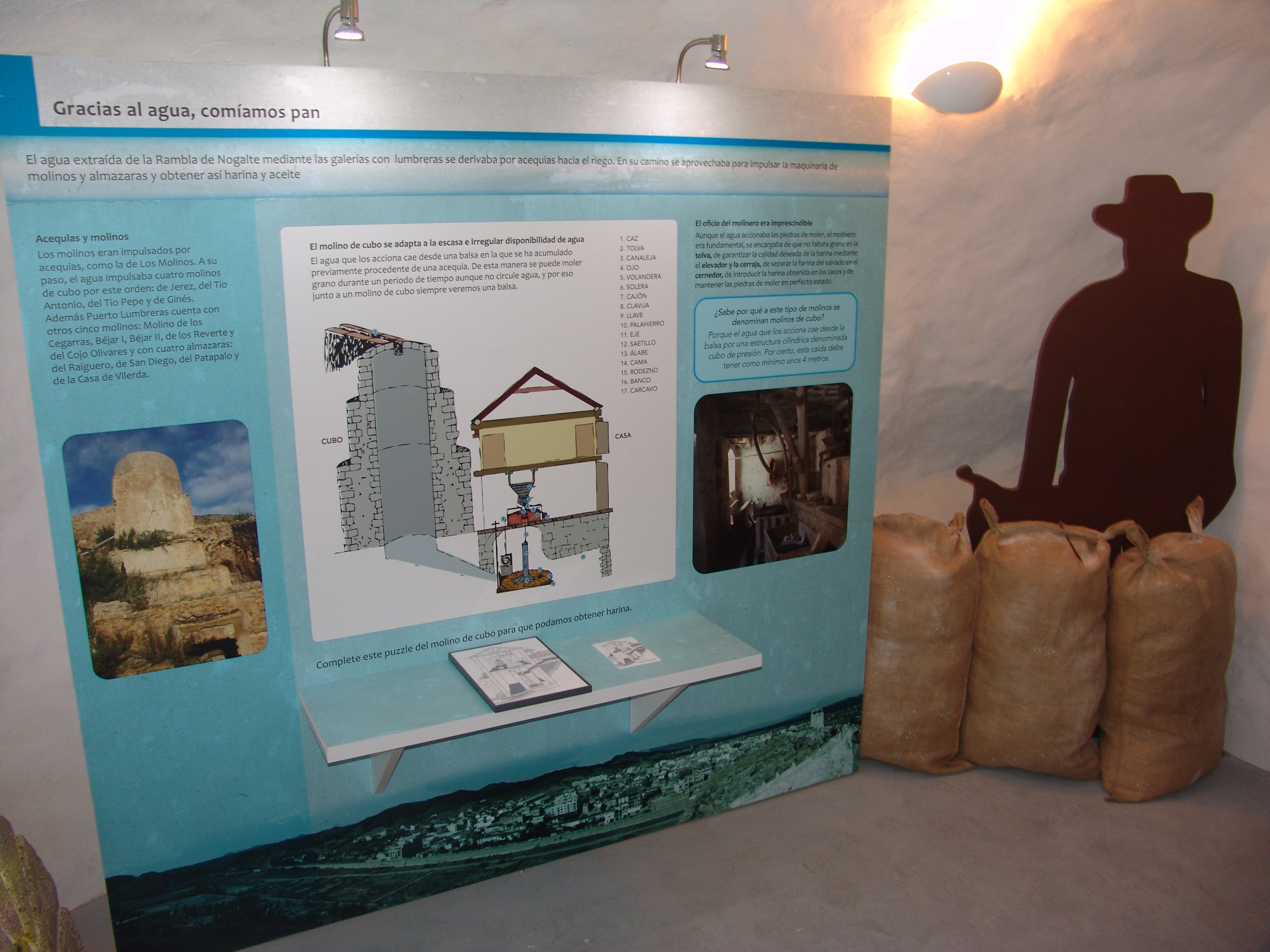
Ámbito dedicado a los molinos en la cueva Los Caminos del agua

Parte de las casas-cuevas han sido objeto de un proyecto de recuperación integral dentro del Plan de Dinamización del producto turístico Medina Nogalte, junto con el Castillo de Nogalte y la urbanización del cerro del Castellar, y que ha permitido su puesta en valor mediante su musealización. 

Bajo la denominación Mirador de la Historia, las cuevas permiten conocer al visitante la riqueza cultural del municipio, destinándose cada una de ellas a una temática distinta.
- En la Casa Taller del Artesano, podrá conocer los distintos tipos de artesanía que se realizan en el municipio, sumergirse en talleres que evocan los oficios artesanales y adquirir diversas artesanías.
- La Cueva “El Cerro de Nogalte: recuperando nuestra historia” presenta al público los valores patrimoniales del entorno del Castillo de Nogalte, el proceso desarrollado desde 1996 para su recuperación y puesta en valor cultural y turística, el papel del Consorcio Turístico Medina Nogalte, y el escenario de futuro que se persigue para el conjunto.
- Las Cuevas “Vida y tradiciones en las casas-cueva” tienen como objetivo dar a conocer la singularidad y evolución del uso humano de los abrigos y cuevas en el Sureste peninsular y en Puerto Lumbreras desde la prehistoria hasta épocas recientes (años 50-60).
- Las Cuevas “El recorrido del agua en Puerto Lumbreras” se dedica a presentar la importancia del agua en el municipio, estableciéndose un recorrido desde su captación, almacenamiento y distribución, a través del sistema de galerías y lumbreras, hasta los usos en las diferentes actividades tradicionales y actuales.
- En la Cueva “El Castillo de Nogalte” se presentán los contenidos temáticos relacionados con la historia, características constructivas y funcionales de la fortaleza medieval islámica, así como la investigación arqueológica desarrollada y los hallazgos más representativos.
- La Cueva Audiovisual se destinará a acoger una programación cultural amplia a lo largo de todo el año con capacidad para grupos reducidos, con especial atención a la producción de creadores locales.
- La Cueva Didáctica apoyará el desarrollo de actividades didácticas y formativas dirigidas a grupos organizados (escolares u otros), mediante la programación de talleres específicos relacionados con la visita cultural al entorno del Castillo de Nogalte.

## Galería
|                                |
| Mirador en Castillo de Nogalte |

|                  |
| Cerro del Morrón |

|                                |
| Panel dedicado al uso del agua |

|                       |
| Espacio de bienvenida |

|                                                  |
| Diorama del funcionamiento del Caño y Contracaño |

|                      |
| Interior casas-cueva |

|                                                |
| Ámbito dedicado a la recuperación del Castillo |